# Distrito de Dornbirn
Dornbirn es un distrito del estado de Vorarlberg, Austria.

## División administrativa
El distrito se divide en 3 municipios, dos de los cuales son ciudades y el tercero una ciudad-mercado. Como curiosidad, estas tres ciudades destacan, una por ser la ciudad más grande del Vorarlberg (Dornbirn); otra por ser la ciudad que más recientemente ha recibido los privilegios de ciudad (Hohenems, en 1983); y la tercera, Lustenau, por ser la ciudad-mercado más grande de Austria.

### Ciudades
1. Dornbirn (46.060)
2. Hohenems (15.412)

### Ciudades-mercado
1. Lustenau (21.273)

(Entre paréntesis, población a 31 de marzo de 2008)